# قله بریزمیستر
قله بریزمیستر قله ای است به ارتفاع ۶۹۰ متر (۲٬۲۶۰ فوت) ارتفاع دارد که ۷ مایل دریایی (۱۳ کیلومتر) غرب-شمال غربی کیپ ریمیل در ساحل شرقی پالمر لند . این قله توسط سر هوبرت ویلکینز در ۲۰ دسامبر ۱۹۲۸ و توسط سرویس قطب جنوب ایالات متحده در سال ۱۹۴۰ از هوا عکسبرداری شد. این توسط اکسپدیشن تحقیقاتی رون قطب جنوب تحت نظر فین رون ، ۱۹۴۷-۱۹۴۸، به نام ویلیام بریزمیستر (متوفی ۱۹۶۷)، نقشه‌بردار ارشد انجمن جغرافیایی آمریکا ، ۱۹۱۳-۱۹۶۳، که با تشخیص این قله در دو عکس گرفته شده توسط ویلکین، نامگذاری شد. تداوم خود را، سرنخ مهمی برای هویت و موقعیت صحیح تنگه استفانسون ایجاد کردند.  او بر تهیه نقشه های قطب جنوب برای استفاده در طول سال بین المللی ژئوفیزیک (IGY) (۱۹۵۷-۱۹۵۸) و برنامه های پس از IGY برنامه تحقیقات قطب جنوب ایالات متحده ، از جمله نقشه های قاره منتشر شده در مقیاس ۱:۶۰۰۰۰۰۰ نظارت داشت. (۱۹۵۶) و ۱:۵۰۰۰۰۰۰ (۱۹۶۲).

## منبع
1. ↑  Geographical Review, July 1948, pp. 477, 484